# Kazimierz Grotowski
Kazimierz Antoni Grotowski (ur. 26 stycznia 1930 w Rzeszowie, zm. 23 lipca 2017) – polski fizyk, profesor nauk fizycznych, nauczyciel akademicki Uniwersytetu Jagiellońskiego.

## Życiorys
Urodził się w rodzinie Mariana Kazimierza i Emilii Eugenii z Kozłowskich, nauczycielki. Młodszym bratem Kazimierza był znany reżyser teatralny Jerzy Grotowski.
Ukończył w 1948 gimnazjum w Rzeszowie, a następnie, w latach 1948–1952 studiował fizykę na Uniwersytecie Jagiellońskim. Już podczas studiów, od 1950 został zatrudniony przez prof. Henryka Niewodniczańskiego na stanowisku zastępcy asystenta. Pracę doktorską obronił w 1958, a w 1963 otrzymał stopień doktora habilitowanego. Nominację na profesora nadzwyczajnego otrzymał w 1971, a profesora zwyczajnego w 1977.

W Instytucie Fizyki UJ pracował aż do emerytury, w latach 1996–1999 był jego dyrektorem. W latach 1957–2002 pracował także w Instytucie Fizyki Jądrowej. Był jednym z odkrywców efektu glorii fal de Broglie’a materii oraz anomalii w rozpraszaniu wstecznym cząstek alfa.

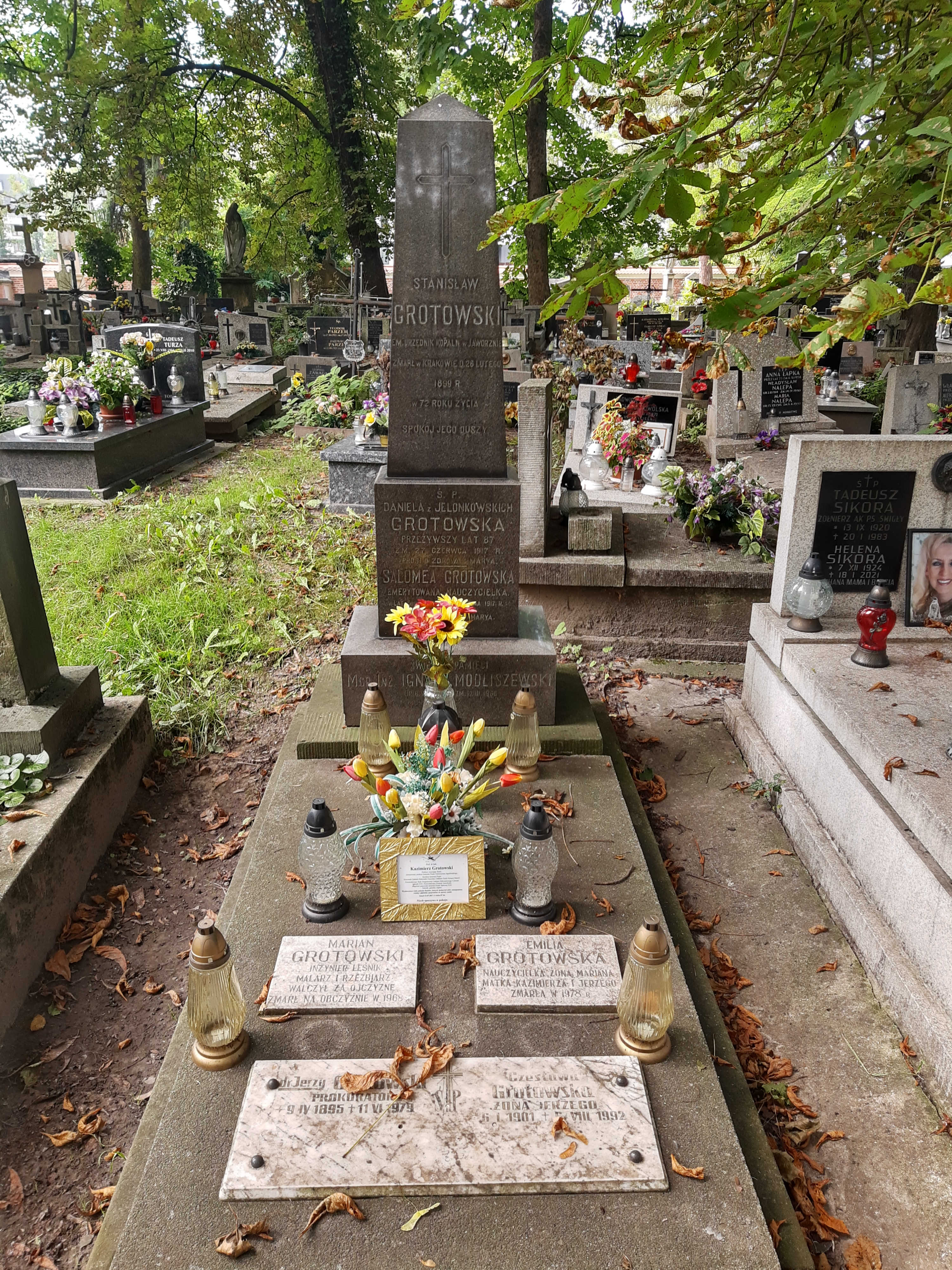
Grób prof. Kazimierza Grotowskiego na cmentarzu Rakowickim

W latach 1971–1998 był przewodniczącym Rady Programowej (potem przekształconej w Radę Naukową, a następnie Radę Użytkowników) Cyfronetu. Od 1992 był członkiem Polskiej Akademii Umiejętności i przewodniczącym jej Komisji Astrofizyki. W latach 1975–1977 był prezesem Oddziału Krakowskiego Polskiego Towarzystwa Fizycznego. Należał także do Europejskiego Towarzystwa Fizycznego i Amerykańskiego Towarzystwa Fizycznego.
Interesował się żeglarstwem, alpinistyką i speleologią. Był członkiem Klubu Grotołazów, nieformalnego stowarzyszenia studentów i młodych naukowców, założonego w Krakowie w 1950 w celu zorganizowanej eksploracji i badania jaskiń w Polsce i za granicą, przekształconego w 1957 w Sekcję Taternictwa Jaskiniowego krakowskiego Klubu Wysokogórskiego. W latach 50. był czynnym uczestnikiem – m.in. jako płetwonurek – wielu wypraw Klubu Grotołazów do jaskiń w Polsce, Słowacji i Bułgarii.
W 2009 przekazał do biblioteki Zakładu Narodowego im. Ossolińskich archiwum Jerzego złożone w jego domu przez brata przed wyjazdem do Stanów Zjednoczonych.
Został pochowany na cmentarzu Rakowickim w Krakowie (kwatera M-płn-po prawej Armatysa).

## Ordery i odznaczenia
- Krzyż Oficerski Orderu Odrodzenia Polski (25 września 2000)[9]
- Krzyż Kawalerski Orderu Odrodzenia Polski
- Złoty Krzyż Zasługi
- Złota Odznaka „Za Pracę Społeczną dla miasta Krakowa” (17 lipca 1972)[10]

Źródło:.

## Nagrody
- Nagroda Państwowej Rady ds. Pokojowego Wykorzystania Energii Jądrowej I, II i IV stopnia (1953–1967)[3]
- nagroda resortowa II stopnia (1970)[3]